# فاروق هادزيبيغيتش
فاروق هادزيبيغيتش، من مواليد 7 أكتوبر 1957، لاعب كرة قدم يوغسلافي سابق، ومدرب كرة قدم بوسني.
لعب مع منتخب يوغسلافيا لكرة القدم.

## مسيرته الكروية
لعب فاروق هادزيبيغيتش خلال مسيرته الاحترافية مع 4 أندية في تسعة عشر موسمًا وسجل خلالها 48 هدفًا ضمن 566 مباراة. ولم يفز بأي موسم بالكأس وفاز في موسم واحد بالدوري.
خاض فاروق هادزيبيغيتش مسيرته مع نادي ساراييفو في موسم 1976–77 ليلعب معه تسعة مواسم، مشاركًا في 241 مباراة سجل خلالها 25 هدفًا. ثم انتقل إلى نادي ريال بيتيس في موسم 1985–86 ولمدة موسمين، حيث شارك في 75 مباراة سجل خلالها 8 أهداف. لينتقل بعدها إلى نادي سوشو في موسم 1987–88 ليلعب معه سبعة مواسم، مشاركًا في 242 مباراة سجل خلالها 15 هدفًا. ثم انتقل إلى نادي تولوز في موسم 1994–95 لمدة موسم واحد، مشاركًا في 8 مباريات ولم يسجل أي هدف.

## روابط خارجية
- فاروق هادزيبيغيتش على موقع الاتحاد الدولي (مؤرشف)  (الإنجليزية)
- فاروق هادزيبيغيتش على موقع الاتحاد الأوربي (الإنجليزية)
- فاروق هادزيبيغيتش على موقع اتحاد تركيا (مدرب) (الإنجليزية)
- فاروق هادزيبيغيتش على موقع قاعدة بيانات كرة القدم.إي يو (الإنجليزية)
- فاروق هادزيبيغيتش على موقع ناشيونال فوتبول تيمز (الإنجليزية)